# Intermarine
Intermarine S.p.A. di Sarzana, è una società per azioni italiana, che progetta e fabbrica imbarcazioni marittime per usi commerciali, militari e per il tempo libero.
Dal 2004 fa parte del gruppo IMMSI controllato dalla famiglia Colaninno.

## Storia
Fondata nel 1970 da Rocco Canelli e già appartenuta alla Montedison, il 31 dicembre 2012 ha incorporato Rodriquez Cantieri Navali S.p.A. di Messina che nel 2010 aveva assorbito le controllate Conam (di Pozzuoli-Napoli) e Rodriquez Marine System (di Messina), diventati i marchi con cui opera sul mercato.

## I cantieri
Intermarine gestisce cinque cantieri navali: due a Sarzana, uno a La Spezia, Messina ed a Rio de Janeiro in Brasile.
L'originario cantiere navale di Sarzana della Cantiere Intermarine è lo stabilimento principale ed è ubicato sul fiume Magra. Lo stabilimento è la sede della società Intermarine e del centro ricerca e sviluppo.
Lo stabilimento di La Spezia è dedicato all'allestimento e al completamento definitivo delle imbarcazioni costruite a Sarzana. Nel cantiere avviene il collaudo prima della consegna.

### Gli ex cantieri Rodriquez
Dal 2012, in seguito alla fusione per incorporazione, Intermarine gestisce anche gli ex cantieri Rodriquez che erano quattro, di cui tre in Italia ed uno in Brasile, aperto nel 2001 a Rio de Janeiro.
I cantieri italiani hanno sede a Messina e a Sarzana, dopo che nel 2014 sono stati chiusi quelli di Pietra Ligure e Napoli.
Nel cantiere di Messina vengono costruite imbarcazioni in alluminio e acciaio, mentre in quello di Sarzana vengono costruite imbarcazioni in materiale composito.
- Nel cantiere di Messina, il primo storico della Rodriquez, vengono costruite le imbarcazioni più piccole fino a 70 metri di lunghezza.
- Nel cantiere di Pietra Ligure venivano realizzate le imbarcazioni più grandi di lunghezza che va da 70 a 150 metri.
- Nei cantieri di Napoli (ex Conam) venivano costruiti yacht di lusso dai 14 ai 24 metri.

## Attività
Il nome Intermarine è storicamente legato alla progettazione e alla costruzione di sofisticati cacciamine, navi appositamente attrezzate per la ricerca e il disinnesco delle mine navali e dal 1985 Intermarine costruisce unità di questo tipo per varie marine militari, sviluppate dal progetto delle unità della classe Lerici della Marina Militare Italiana.
Anche la US Navy è ricorsa ai cacciamine progettati da Intermarine con la costruzione delle unità della classe Osprey.
Gli altri paesi che hanno acquistato unità Intermarine sono:
- Australia, 6 battelli della classe Huon
- Malaysia, 4 battelli della classe Mahamiru
- Nigeria, 2 battelli della classe Ohuè
- Thailandia, 2 battelli della classe Lat Ya
- Finlandia, 3 battelli della classe Katanpää

Oltre ai cacciamine Intermarine ha realizzato per la Marina Militare le unità idrografiche della classe Ninfe.
Al 31 dicembre 2015 l'attività è costituita principalmente dal contratto con la Marina Militare Italiana (per un totale di 176 milioni di euro) relativo alle attività di ammodernamento di otto cacciamine classe Gaeta, dal contratto con la Finnish Navy per la fornitura di tre unità cacciamine e relativo pacchetto logistico, dal contratto con Orizzonte Sistemi Navali per la fornitura di una Piattaforma Navigante e relativo pacchetto logistico.
Dal 2012 con l'ingresso nel gruppo dei marchi Rodriquez Cantieri Navali S.p.A., Conam e Rodriquez Marine System oltre che progettare e fabbricare imbarcazioni FRP (Fiber Reinforced Plastic) soprattutto militari, produce anche aliscafi, traghetti, imbarcazioni per la difesa, barche da diporto, e yacht di lusso.

## Clientela
Oltre che per la propria marina nazionale, tra i clienti principali figurano, in Europa, la marina finlandese con le classi Lerici e Katanpää e la marina romena con la classe Bigliani.
Fuori Europa, in tempi moderni, ci sono la marina nigeriana con le classi 200/S, Lerici, Mahamiru e Ohuè, la marina australiana con le classi Lerici, Gaeta e Huon, quella thailandese con le classi Lerici, Gaeta e Lat Ya, quella statunitense con le classi Lerici e Osprey, quella malese con le classi Lerici e Mahamiru, quella algerina con la classe Lerici, quella panamese con la classe 200/S e quella libica con la classe Bigliani.
Invece, alla marina greca, egiziana, turca, lituana e taiwanese sono state vendute alcune unità usate della classe Lerici/Osprey da parte degli Stati Uniti.

## Dati economici
Al 31 dicembre 2016 la società ha registrato ricavi netti per 65,7 milioni di euro, di cui la divisione Difesa rappresenta quasi il 97%. Alla stessa data i dipendenti del gruppo sono 277 mentre il portafoglio ordini complessivo ammonta a circa 314 milioni di euro, quasi interamente riferito ai contratti del business difesa.

## Galleria d'immagini

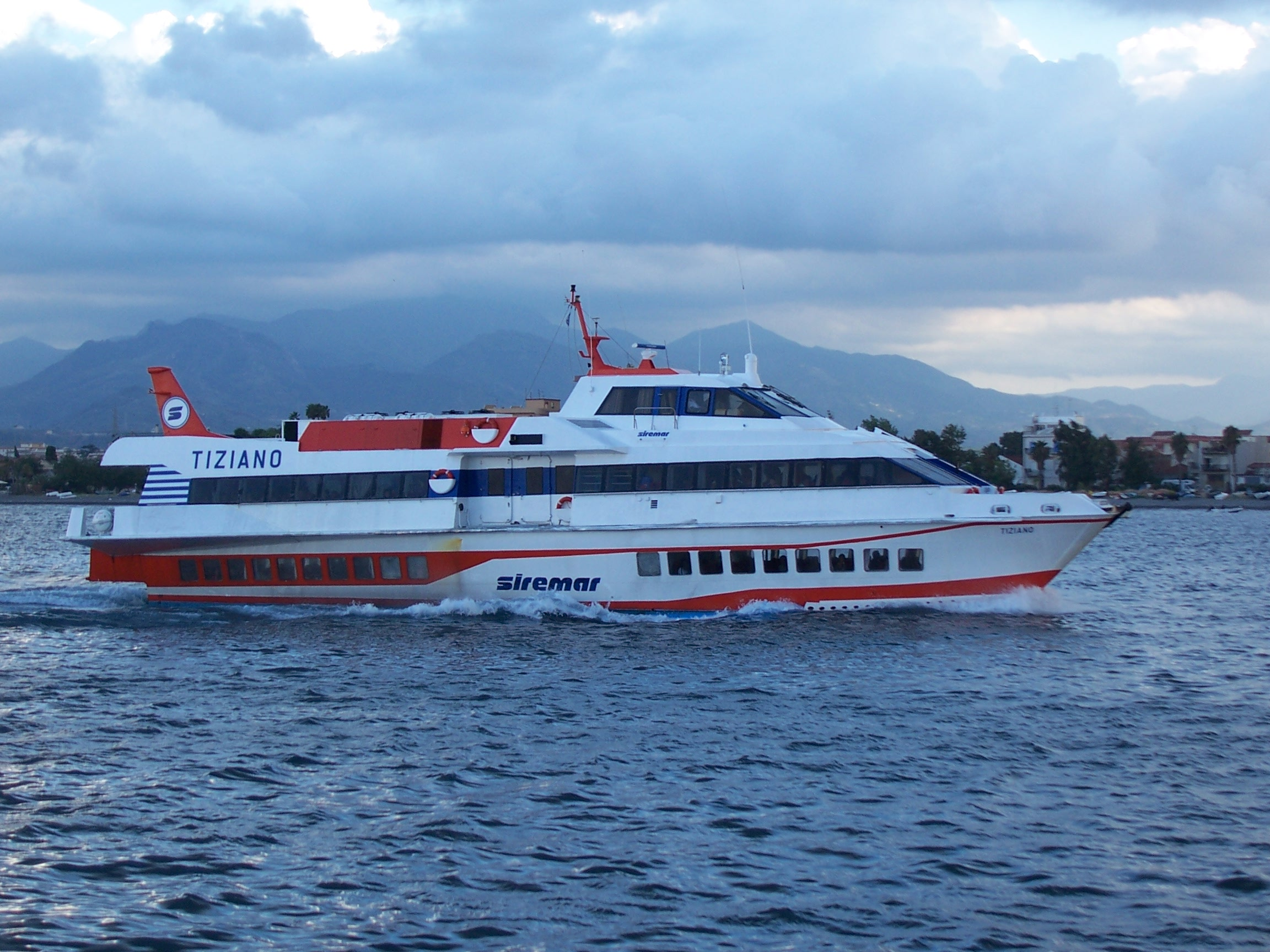
Aliscafo Foilmaster Tiziano della Siremar
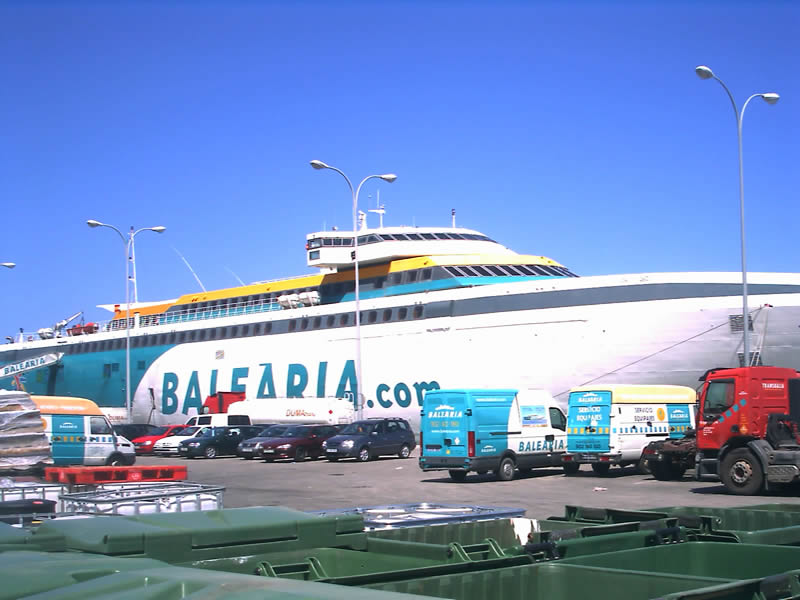
Il traghetto veloce Lorca nel porto di Dénia
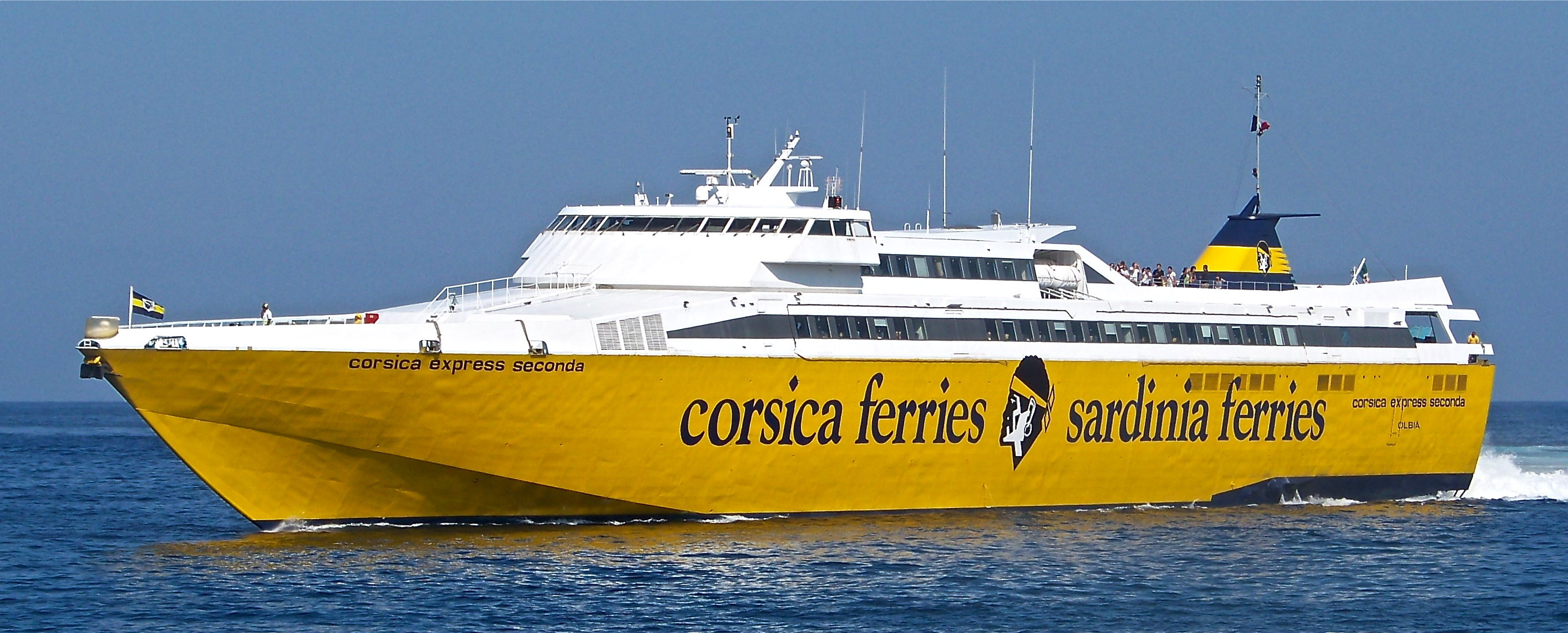
Il Corsica Express Seconda
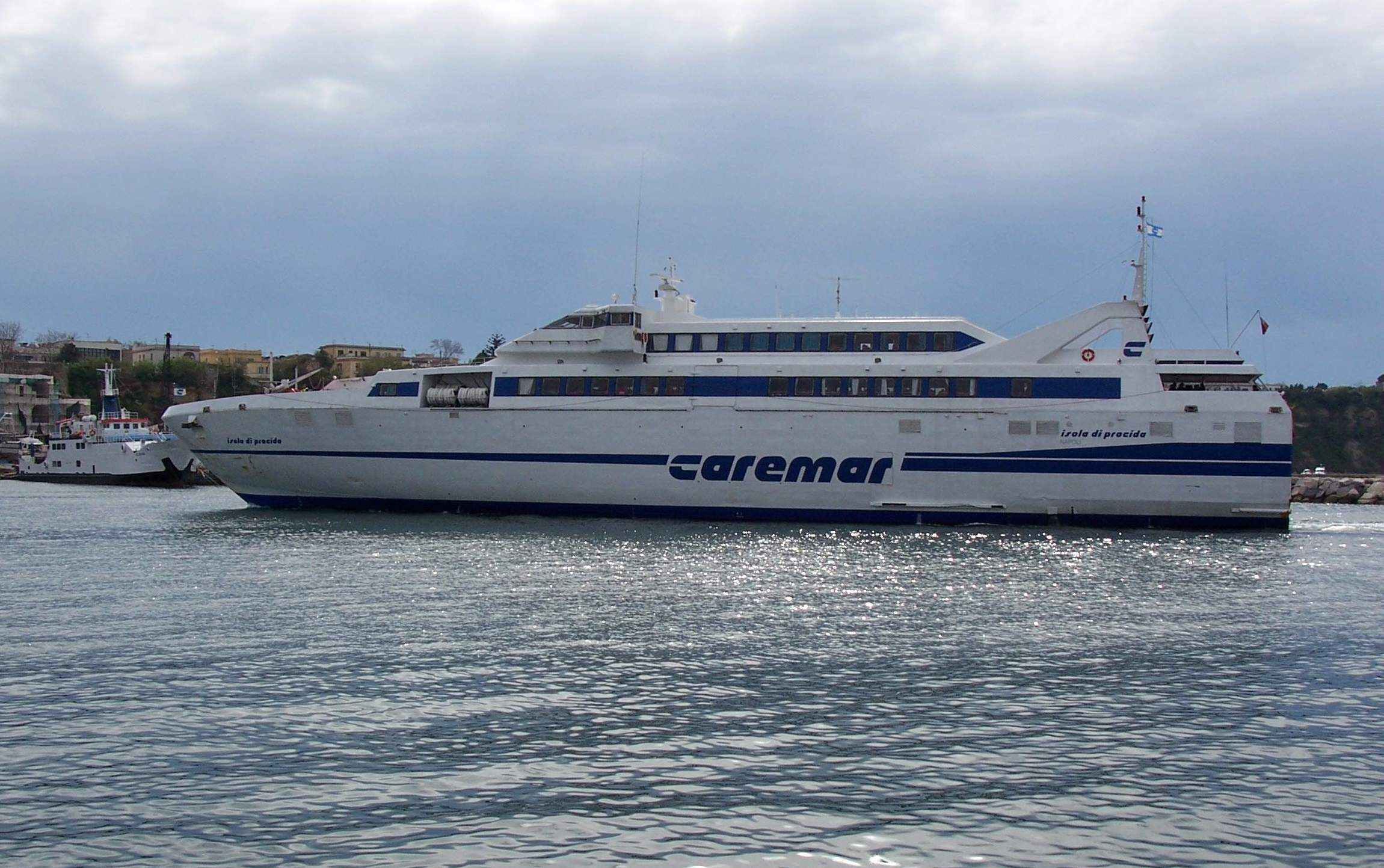
L'Isola di Procida della Caremar
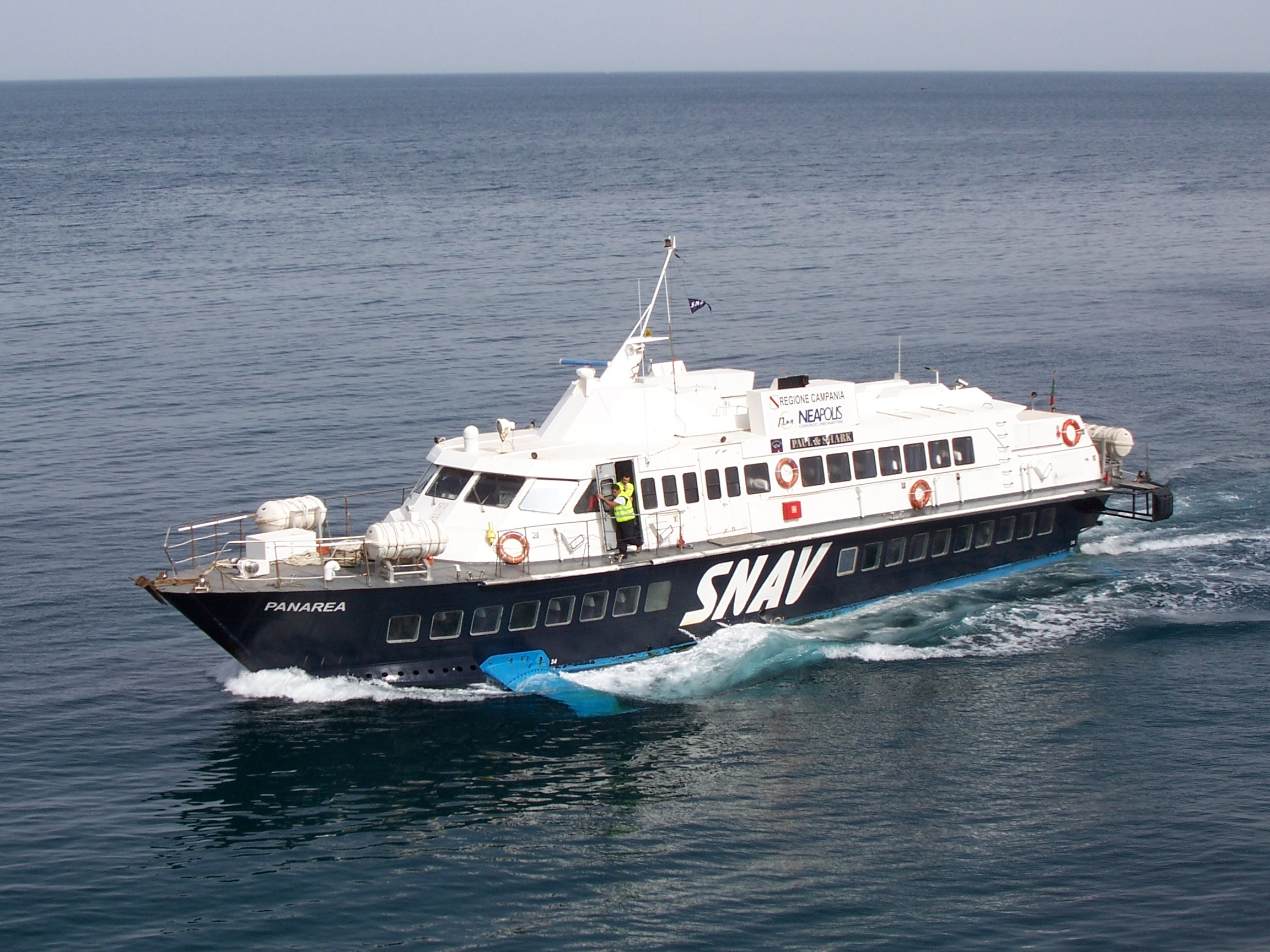
L'Aliscafo Panarea della SNAV